# فرانتس فیفر
فرانتس فیفر (زاده ۲۵ نوامبر ۱۹۷۲ در کچینگ، آلمان) فیزیکدان آلمانی است که به دلیل کمک به توسعه تصویربرداری با اشعه X با فاز کنتراست و کاربردهای آن در تحقیقات زیست پزشکی شناخته شده‌است.

## پژوهش
فیفر به گسترش روشهای شناخته شده تصویربرداری مانند میکروسکوپ کنتراست دیفرانسیل و میکروسکوپ میدان تاریک با پرتو X کمک کرده‌است. وی در سال ۲۰۰۶ امکان تصویربرداری با پرتو X حساس به فاز را با منابع اشعه X معمولی، پلی کروماتیک و یک تداخل سنج توری نشان داد. این پتانسیل تصویربرداری فاز اشعه ایکس را برای استفاده بالینی مانند قبل از این تکنیک فقط در امکانات سنکروترونامکان‌پذیر می‌کرد. فیفر در ادامه استخراج سیگنال تکمیلی (به اصطلاح "سیگنال میدان تاریک") حساس به ریزساختار متخلخل یک نمونه بر اساس پراکندگی اشعه X را ارائه داد. گروه تحقیقاتی وی در دانشگاه فنی مونیخ طیف وسیعی از کاربردهای احتمالی روشهای جدید در تحقیقات پزشکی و مواد را نشان داد.
علاوه بر این، فیفر برای تحقیقات خود در زمینه اشعه ایکس، توموگرافی تانسور اشعه ایکس، تصویربرداری تداخل سنج نوترون مبتنی بر گریتینگ و الگوریتم‌های بازسازی CT تکراری شناخته شده‌است. او نویسنده و مؤلف بیش از 250 مقاله علمی و مخترع چندین اثر ثبت شده‌است.
در سال ۲۰۱۱ به دلیل دستاوردهای وی در فیزیک پرتو ایکس جایزه لایب نیتس را دریافت کرد.